# Нірматрелвір/ритонавір
Нірматрелвір/Ритонавір, відомий також під торговою назвою Паксловід — комбінований противірусний препарат для перорального застосування, який використовується для лікування COVID-19. До його складу входять противірусні препарати нірматрелвір і ритонавір.
У грудні 2021 року нірматрелвір/ритонавір отримав схвалення для екстреного використання від FDA для лікування COVID-19. Препарат не отримав схвалення для профілактики COVID-19 до або після контакту з хворим, або для початку лікування тих, хто потребує госпіталізації внаслідок важкої або критичної форми хвороби. Пізніше того ж місяця нірматрелвір/ритонавір було схвалено у Великій Британії, а в січні 2022 року — в Європейському Союзі та Канаді.

## Медичне використання
Нірматрелвір/ритонавір показаний для лікування COVID-19 легкого та середнього ступеня тяжкості у хворих старших 12 років і вагою 40 кілограмів з позитивними результатами тестування на SARS-CoV-2, які мають високий ризик розвитку важкої форми COVID-19, включаючи госпіталізацію або смерть. Якщо почати застосовувати препарат протягом 5 днів після появи симптомів, ефективність паксловіду щодо запобігання госпіталізації або смерті невакцинованих дорослих становить приблизно 88 % (95 % в довірчому інтервалі 75–94 %).
Станом на травень 2022 року ефективність препарату у вакцинованих та ефективність проти постковідного синдрому невідомі.
У Європейському Союзі нірматрелвір/ритонавір схвалений для лікування COVID-19 у дорослих, які не потребують додаткового кисню та мають підвищений ризик розвитку важкої форми COVID-19.
У клінічних дослідженнях показало, що приблизно у 2 % пацієнтів спостерігається рецидив хвороби після закінчення лікування. Подібна кількість рецидиву за цей же час спостерігалася і в групі плацебо. Рецидив може бути спричинений резервуарами вірусу в тканинах, які не досягаються ліками, або повторним зараженням. У цих випадках компанія «Pfizer» запропонувала повторити курс лікування, але FDA заявило, що доказів користі повторного курсу препарату немає.
Препарат не запобігає зараженню осіб, які проживають разом з інфікованою особою.

## Протипоказання
Нірматрелвір/ритонавір не схвалений для профілактики COVID-19 до або після контакту, або для початку лікування тих хворих, які потребують госпіталізації внаслідок важкої або критичної форми COVID-19.
Цей препарат не рекомендується застосовувати під час вагітності та жінкам, які можуть завагітніти, але не використовують засоби контрацепції. На час лікування годування груддю слід припинити. Ці рекомендації пояснюються тим, що лабораторні дослідження на тваринах свідчать про те, що високі дози препарату можуть впливати на ріст плоду.
Немає даних щодо ризику вроджених вад, спонтанних абортів або несприятливих наслідків застосування нірматрелвіру під час вагітності. Також немає даних про присутність нірматрелвіру в грудному молоці, його вплив на виробництво молока або немовля. У вагітних кролиць спостерігалося зниження маси тіла плоду при системному застосуванні, що в 10 разів перевищував дозволену дозу препарату для людини. Тимчасове зниження маси тіла спостерігалося у потомства щурів, яких вигодовували самки, що отримували нірматрелвір/ритонавір.

## Взаємодія та побічні ефекти
Одночасне застосування з певними препаратами може мати серйозні наслідки, а інколи може призвести до смерті. Препарат протипоказаний особам із підвищеною чутливістю до двох основних компонентів, із серйозно зниженою функцією нирок або печінки, при одночасному застосуванні з деякими препаратами, такими як ті, що взаємодіють з цитохромом Р-450, та можуть спричинити підвищення концентрації нірматрелвіру/ритонавіру, що призводить до серйозних побічних реакцій, або з потужними індукторами цитохрому Р-450, при застосуванні яких спостерігається зниження концентрації в крові двох основних компонентів препарату, що, зокрема, може призвести до втрати ефекту проти вірусу та можливої резистентності. Одночасне застосування також може впливати на концентрацію кількох препаратів, іноді потребуючи зміни дози або ретельного моніторингу застосування. Значна частина з цих препаратів часто призначають людям із високим ризиком захворювання на COVID-19.
Побічними явищами препарату, незалежно від причинно-наслідкового зв'язку, які спостерігалися у II—III фазі клінічного дослідження EPIC-HR, були порушення смаку (4,8–6 %), діарея (3–3,9 %), блювання (1,3 %), артеріальна гіпертензія (1 %) та міалгія (1 %).
Специфічного антидоту при передозуванні препаратом немає. У лікуванні передозування застосовуються симптоматична терапія, яка призначається на основі моніторингу життєво важливих показників і спостереження за клінічним станом хворого.

## Виробництво
Компанія «Pfizer» вибрала як стартове підприємство для виробництва паксловіду свою найбільшу фабрику з виробництва таблетованих препаратів у Фрайбурзі. Нірматрелвір, основна частина комбінованого препарату, вперше був розроблений у США, і спочатку виготовлявся в невеликих кількостях у Гротоні в штаті Коннектикут для підтримки клінічних досліджень, але завод у Фрайбурзі в Німеччині мав більшу можливість масового виробництва ліків в промислових масштабах. Компанія «Pfizer» вибрала іншу фабрику в Асколі-Пічено в Італії для допомоги фабриці у Фрайбурзі з пакуванням таблеток у блістерні упаковки.

## Історія розробки
Основні дані, що підтверджують схвалення FDA для екстреного використання нірматрелвіру/ритонавіру, взяті з рандомізованого, подвійного сліпого, плацебо-контрольованого клінічного дослідження EPIC-HR, яке вивчало застосування нірматрелвіру/ритонавіру для лікування не госпіталізованих дорослих із симптомами хвороби та лабораторно підтвердженим діагнозом інфекції SARS-CoV-2. Учасниками дослідження були дорослі віком від 18 років із заздалегідь визначеним фактором ризику розвитку тяжкого перебігу хвороби або мали вік 60 років і старші, незалежно від попередньо встановлених хронічних захворювань. Усі учасники не були вакциновані проти COVID-19, і раніше не були інфіковані COVID-19. Основним результатом, який підраховувся у дослідженні, була частка людей, які були госпіталізовані внаслідок COVID-19 або померли з будь-якої причини протягом 28 днів спостереження. Нірматрелвір/ритонавір значно зменшив частку госпіталозаних хворих або померлих з будь-якої причини, пов'язаної з COVID-19, на 88 % порівняно з плацебо, серед учасників, які отримували лікування протягом 5 днів після появи симптомів і не отримували лікування моноклональними антитілами проти COVID-19. У цьому дослідженні 1039 учасників отримували нірматрелвір/ритонавір, а 1046 учасників отримували плацебо, і серед цих учасників 0,8 % тих, хто отримував нірматрелвір/ритонавір, були госпіталізовані або померли протягом 28 днів спостереження порівняно з 6 % серед учасників, які отримували плацебо.
У вересні 2021 року компанія «Pfizer» розпочала клінічні дослідження II—III фази нірматрелвіру/ритонавіру.
У грудні 2021 року компанія «Pfizer» завершила III фазу дослідження нірматрелвіру/ритонавіру. 14 грудня компанія 2021 року «Pfizer» повідомила, що II—III фаза клінічного дослідження нірматрелвіру в поєднанні з ритонавіром показало зниження ризику госпіталізації або смерті. 31 грудня Британське агентство контролю за лікарськими засобами схвалило використання нірматрелвіру/ритонавіру в дорослих хворих легкого та середнього ступеня тяжкості та мають високий ризик важкого перебігу хвороби.
Ефективність комбінованого препарату нірматрелвіру з ритонавіром щодо запобігання госпіталізації або смерті із групи високого ризику при застосованні протягом 5 днів після появи симптомів становить приблизно 88 % (95 % в довірчому інтервалі 75–94 %).
У 2022 році ефективність нірматрелвіру/ритонавіру в лікуванні COVID-19 вивчалось у клінічному дослідження «PANORAMIC».
Компанія «Pfizer» також провела клінічне дослідження II—III фази за участю хворих із стандартних груп ризику під назвою «EPIC-SR», яке розпочалося в грудні 2021 року. Це дослідження не виявило статистично значущого зниження ризику госпіталізації або смерті (лікування: 5/576; плацебо: 10/569), а також не досягло своєї основної мети — тривалого полегшення симптомів хвороби. Проте було виявлено зниження на 62 % відвідувань лікаря, пов'язаних із COVID-19 (p =0,023), що узгоджується зі зниженням на 67 % у дослідженні «EPIC-HR» (пацієнти високого ризику). Компанія «Pfizer» припинила участь у дослідженні у зв'язку з низьким рівнем госпіталізації та смертності в цій популяції.

## Використання
У грудні 2021 року нірматрелвір у комбінації з ритонавіром (торгова марка «Паксловід») отримав дозвіл на екстрене використання в США. Станом на липень 2022 року паксловід відповідно до рекомендацій FDA можна застосовувати для лікування хворих з підтвердженим COVID-19 легкої та середньої тяжкості і високим ризиком розвитку важкої форми хвороби. З 6 липня 2022 року фармацевти з державною ліцензією в США також можуть «призначати паксловід відповідним хворим з певними обмеженнями».

## Суспільство і культура
16 листопада 2021 року компанія «Pfizer» подала заявку до FDA на отримання дозволу на екстрене використання комбінованого препарату нірматрелвіру з ритонавіром. 22 грудня 2021 року препарат отримав схвалення до застосування в дорослих і дітей віком від 12 років, які інфіковані коронавірусом і знаходяться в групі ризику. 16 грудня 2021 року Європейське агентство з лікарських засобів оприлюднило рекомендації щодо використання нірматрелвіру/ритонавіру для лікування COVID-19 в ЄС. 26 грудня 2021 року міністерство охорони здоров'я Ізраїлю схвалило використання препарату. 27 грудня 2021 року Південна Корея схвалила використання паксловіду.
У грудні 2021 року Агентство контролю за лікарськими засобами Великої Британії надало умовне схвалення нірматрелвіру/ритонавіру. Міністерство охорони здоров'я Канади схвалило використання паксловіду в січні 2022 року. У лютому 2022 року управління охорони здоров'я Сінгапуру схвалило використання комбінації нірматрелвіру і ритонавіру для лікування дорослих. У лютому 2022 року Китай схвалив препарат для лікування дорослих із легкою та помірною формою COVID-19 і мають високий ризик розвитку важкої форми хвороби.

### Поширення
Станом на квітень 2022 року в США замовили загалом 20 мільйонів курсів паксловіду. Міністерство охорони здоров'я і соціальних служб США створило щонайменше 2200 сайтів, де хворі могли отримати препарат відразу після того, як у них виявили позитивний результат тесту на коронавірус, включаючи аптеки, громадські медичні центри та заклади довгострокового догляду. У липні 2022 року FDA США дозволило фармацевтам, які мають державну ліцензію, призначати паксловід хворим із підтвердженим COVID-19 із високим ризиком розвитку важкої форми хвороби.

### Порівняння та плутанина з івермектином
Інколи неправдиво стверджують, що паксловід є перепакованою версією протипаразитарного препарату івермектину, який часто рекламується як засіб для лікування COVID-19. Такі повідомлення, іноді з використанням прізвиська «Пфайзермектин», ґрунтуються на поверхневій подібності між механізмами дії обох препаратів, і твердженнями, що «Pfizer» применшує переваги івермектину. Проте для того, щоб івермектин був ефективним проти COVID-19, його концентрація в крові досягається лише за дози, яка в 10–20 разів перевищує безпечну.